# Pleurolopha
Pleurolopha es un género de polillas de la familia Geometridae.